# Физир ФП-2
Zmaj Fizir FP-2 (Змай Физир ФП-2) — югославский одномоторный двухместный разведывательный биплан. Самолёт был спроектирован авиаконструкторами Рудольфом Физиром и Душаном Станковым. Производился на заводе Zmaj в Земуне в течение 1936 года.

## Проектирование и разработка
В 1933 году командованием Королевских ВВС Югославии было принято решение заменить устаревшие учебные самолёты современными, чтобы учить лётчиков боевым действиям. Заводом Zmaj был спроектирован прототип биплана Fizir FP-1 в 1993 году, но он не удовлетворял требованиям, установленным командованием ВВС Югославии. В результате авиаконструкторы Рудольф Физир и Душан Станков модифицировали базовый вариант Fizir FP-1, в результате чего появился самолёт Fizir FP-2.
ВВС Югославии желали самолёт-моноплан в связи с развитием современных боевых самолётов и самолёт-биплан к концу 30-х годов начал устаревать. Несмотря на это конструкторы оставили концепцию биплана, но внеся корректировки, чтобы была возможность учить летать и на монопланах и на бипланах. Прототип Zmaj Fizir FP-2 «Fizir Prelazni» ( рус. — «Физир Переходный»). Самолёт получил такое название ввиду того, что он является переходным между бипланом и монопланом. Fizir FP-2 был оснащён двигателем Gnome-Rhône 7K мощностью 400 л.с. (300 КВт). В конце 1933 года был прошёл первый испытательный полёт. В 1934 году прошло ещё несколько испытательных полётов, в результате которых он показал хорошие лётные характеристики. В 1934 году завод Zmaj решил модифицировать самолёт, установив двигатель Walter Pollux II мощностью 315 л.с. (235 КВт), но результаты были неудовлетворительными, поэтому от такой модификации решили отказаться.

## Описание конструкции
Самолёт представлял собой классическую школу югославского авиаконструирования: двухместный самолёт-биплан с цельнодеревяным фюзеляжем с хорошей аэродинамикой. В управлении самолёт надёжен и лёгок, что прощало многие ошибки пилота.
Zmaj Fizir FP-2 представлял собой двухместный одномоторный биплан оснащённый 7-цилиндровым радиальным двигателем воздушного охлаждения Gnome-Rhône 7K мощностью 400 л.с. Шасси убиралось, колёса крепились на стойки, расположенные с каждой стороны фюзеляжа. Для выпуска шасси использовался специальный резиновый трос. Фюзеляж и крылья были деревянными, обшитые брезентовой тканью.
22 мая 1936 года завод Zmaj предложил ВМС гидросамолёт Zmaj Fizir FP-2H с двигателем Gnome-Rhône 9K, но проект был свёрнут.

## История эксплуатации

### Югославией
В общей сложности было построено 66 самолётов, которые служили в королевских ВВС Югославии с 1936 по 1941 год. Fizir FP-2 использовался как учебный самолёт. Первая серия из 20 самолётов была произведена  в начале 1936 года и сразу же поступила в Первую и Вторую Школы Пилотов. С 1938 по 1940 год было поставлено ещё 45 самолётов. Самолёты двух серий были одинаковы по оснащению. Далее последовала третья серия из 5 самолётов, оснащённых приборами для полётов вслепую. В 1940 году была заказана пятая серия Zmaj Fizir FP-2 из 15 экземпляров, но ввиду начала апрельской войны заказ был свёрнут. Лишь в начале 1943 года под руководством немцев завод продолжил производство самолётов пятой серии для ВВС Хорватии. К 22 октября 1944 года было поставлено только 8 самолётов. Последние 7 самолётов были построены и переданы ВВС Народно-Освободительной Армии Югославии. Таким образом, общее количество произведённых самолётов Zmaj Fizir FP-2 составило 81 самолёт. Машины, пережившие войну, использовались ВВС Югославии вплоть до 1947 года. После войны было зафиксировано около 12 сохранившихся самолётов Zmaj Fizir FP-2. Останки одного из самолётов хранятся в Музее югославской авиации.

### Другими странами
Во время войны итальянская армия захватила 13 самолётов Zmaj Fizir FP-2. Вместе с самолётами Rogožarski PVT они использовались с мая 1941 по июнь 1943 года против повстанцев в Черногории и Албании. Кроме того, ещё 7 самолётов Zmaj Fizir FP-2 были захвачены немцами в аэропорту Бутмир в 1941 году. Они были переданы ВВС Хорватии, которые использовали их на протяжении всей войны.

## Характеристики

#### Основные характеристики.
- Экипаж: 2 чел.;
- Длина: 7,90 м.;
- Размах крыльев: 10,80 м.;
- Высота: 2,90 м.;
- Масса: 740 кг.;
- Лётная масса: 1450 кг.;
- Силовая установка: 1 × 7-цилиндровый радиальный двигатель Gnome-Rhone 7K мощностью 420 л.с. (313 КВт).

#### Лётные характеристики.
- Максимальная скорость: 238 км/ч;
- Дальность полёта: 580 км;
- Максимальная высота полёта: 6800 м

## Операторы
- Королевство Югославия. Произведет 81 самолётов;
- Югославия. Оставшиеся экземпляры;
- Италия. Захвачено 13 самолётов;
- Хорватия. 7 самолётов переданы немецкой армией хорватской.